# Ghaykhatou
 (octobre 2023).
Ghaykhatou, ou Ghaïkhatu, Gaykhatu (mongol : ᠭᠠᠶᠢᠬᠠᠯᠳᠤ, mongol cyrillique : Гайхат/Гайхалт, ISO-9 : Gaikhatu, latiniser en: Gaikhat,« étonnant »), mort le 24 mars 1295, prince mongol descendant de Gengis Khan, membre de la dynastie des Houlagides, est le cinquième ilkhan de Perse du 23 juillet 1291 à sa mort.

## Biographie
Né vers 1259, il est le fils d'Abaqa et de Martai khatun (fille de Chigu Noyan de Khongirad et de Tümelün bekhi, sœur de Musa). Il vivait dans la Jazira pendant le règne de Tekuder et a dû fuir vers Arghun dans la Khorasan après l'exécution de Qonqurtai en 1284. Il a été donné en otage à Tekuder par Arghun comme un état de cruauté en juin 1284 et mis en orda de Todai Khatun, sa belle-mère. Après l'intronisation d'Arghun, il fut confirmé comme gouverneur de l'Anatolie avec son oncle Hulachu.

### En poste en Anatolie
Il était en poste à Erzinjan et a appris à parler persan et, dans une certaine mesure, turc pendant son séjour en Anatolie. Gaykhatu n'a gouverné l'Anatolie qu'après le rappel de Hulachu en Iran en 1286. C'est alors qu'il fut marié à Padishah Khatun, une princesse des Qutlugh-Khanides. Il a aidé Masud II dans ses campagnes contre les principautés turkmènes, surtout contre les Germiyanides. Profitant de cette opportunité, les Karamanides envahirent les alliés mongols du Arménie cilicienne au cours de sa campagne. Gaykhatu fut envoyé à son tour par Arghun pour aider Léo II contre Güneri de Karaman en 1286, qui avait capturé Tarse du Royaume cilicien. Gaykhatu envahit et brûla sa capitale Karaman le 16 janvier 1287,Une autre source, Mahmud Aqsarai a déclaré que Baydu n'était pas du tout apparu au quriltai forçant Güneri à se retirer dans les montagnes. La vice-royauté de Gaykhatu fut brièvement interrompue par la nomination de Samagar de 1289 à 1290. Il reprit ses activités lorsque Samagar fut arrêté le 15 octobre 1290 à  Tokat pour corruption et a été renvoyé en Iran. Gaykhatu s'est rendu à Konya le 3 janvier 1291, confirmant la nomination de son nouvel agent des impôts Khwaja Nasir ud-Din et procédant à un nouveau recensement général.

## Règne
Gaykhatu a appris la mort d'Arghun dans ses pâturages d'hiver près d'Antalya par Lagzi Küregen (fils de Arghun Aqa et beau-frère de Hulagu Khan). Les principaux prétendants au trône étaient son neveu Ghazan et son cousin Baydu. Baydu fut nommé au trône par un commandant mongol influent, Ta'achar, qui avait envoyé un envoyé à Gaykhatu annonçant faussement que Baydu avait déjà accédé au trône. Méfiant, Gaykhatu se dirigea vers le conseil.
Alors que des nobles comme Taghachar, Qoncuqbal, Toghan et Tuqal soutenaient Baydu, les historiens suggèrent que Baydu a simplement refusé le trône en déclarant qu'il appartenait au frère ou à un fils selon yassa. L'autre prétendant au trône, Ghazan, était engagé dans une rébellion avec Nawrūz (un autre fils de Arghun Aqa), et ne pouvait pas non plus assister au conseil. , perdant ainsi une offre pour le trône. En conséquence, Gaykhatu fut élu il-khan le 23 juillet 1291, Ahlat. Le principal partisan de Gaikhatu était sa nouvelle épouse Uruk Khatun - veuve d'Arghun et mère de Öljaitü.
Ses premiers ordres en accédant au trône furent de punir plusieurs émirs dont Taghachar et Tuqal. L'armée de 10 000 hommes de Taghachar (ou dans certaines sources, de Qoncuqbal) fut donnée à 
Shiktur Noyan de Jalairs, tandis que l'armée de Tuqal fut confiée à un émir nommé Narin Ahmad. Toghan, autre partisan de Baydu, a été arrêté alors qu'il s'enfuyait vers le Khorasan. Pendant ce temps, une rébellion des émirs turkmènes commença en Anatolie, Gaykhatu dut s'installer dans ses anciens domaines, nommant Shiktur Noyan comme régent de l'État tout en confirmant Anbarchi (fils de Möngke Temür) comme vice-roi de l'Est en poste à Ray .

### Rébellion d'Afrasiab
Le dirigeant des Hazaraspides Afrasiab I a profité de l'occasion pour étendre son règne à Ispahan après avoir appris la mort d'Arghun en 1291. Le châtiment de Gaykhatu fut brutal, envoyant son commandant personnel keshig Tuladai pour piller Lorestan qui a obtenu la soumission d'Afrasiab. Les épouses de Gaykhatu Padshah et Uruk ont intercédé en faveur d'Afrasiab, demandant pardon. En conséquence, alors qu'Afrasiab a été réintégré à la tête du Lorestan, son frère Ahmad a été retenu en otage au tribunal ilkhanide.

### Campagne en Anatolie
Gaykhatu partit pour l'Anatolie à la poursuite des Karamanides qui assiégeaient Konya le 31 août 1291 avec 20 000 hommes. Malgré Konya a été imposé par un frère de Masud II et Sahib Ataids, les Karamanides ne sont partis qu'à l'arrivée de Gaykhatu à Kayseri. Gaykhatu a divisé son armée en deux, en envoyant une partie à Menteşe, tandis qu'il attaquait lui-même la capitale karamanide Ereğli. Sa prochaine cible était Eshrefid beylik à l'ouest, dont il captura 7 000 femmes et enfants et les envoya à Konya.
Après son retour à Kayseri, il envoya des noyan Goktai et Girai punir les anciens partisans de Kilij Arslan IV dans le nord de l'Anatolie accompagnés des armées seldjoukides. Profitant de cette opportunité, les Karamanides et les Eshrefides assiégèrent à nouveau Konya, mais retirèrent leurs armées lorsque Henri II de Chypre assiégea Alaiye avec 15 navires. Gaykhatu a continué à capturer Denizli et a pillé la ville pendant 3 jours. Masud a également continué à se battre contre Kilij Arslan qui était soutenu par les frères de Masud Faramurz et Kayumars en plus des Chobanides. Gaykhatu a envoyé 3 000 hommes supplémentaires avec les commandants Goktai, Girai et Anit. Ce sont Girai et Temür Yaman Jandar qui ont sauvé Masud II de la captivité turkmène. Temür Yaman Jandar a obtenu l'ancienne ville Chobanide de Kastamonu par Gaykhatu en tant que iqtâ grâce à ce service.

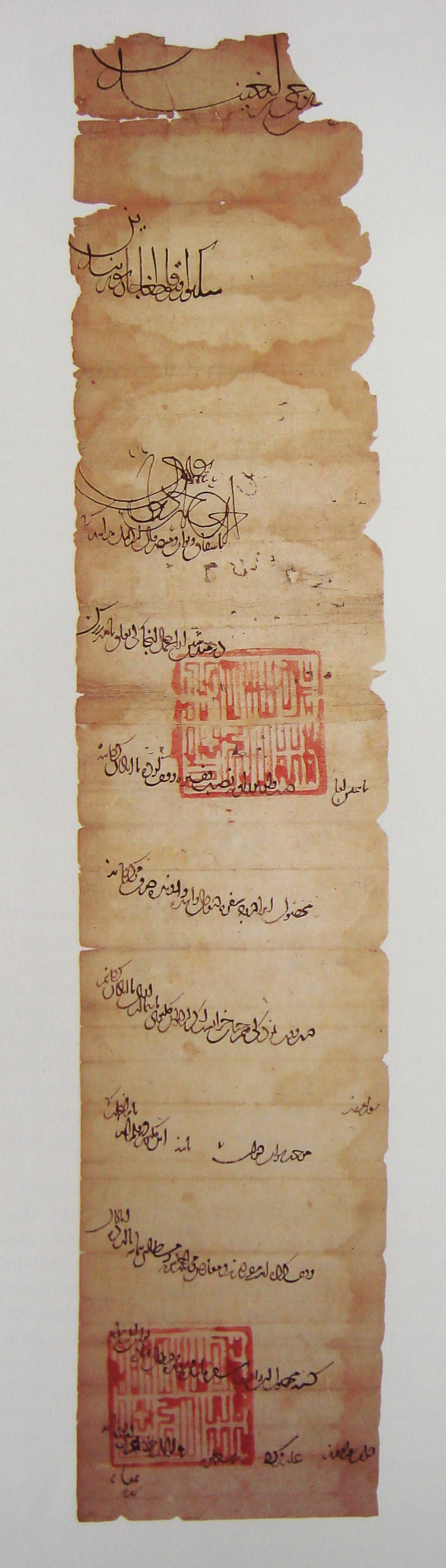
Farman par Gaykhatu, mentionnant les noms de Shiktur Noyan, Aq Buqa, Taghachar et Sad ud-Din Zanjani de 1292

### Retour en Iran
Gaykhatu passa 11 mois dans la campagne d'Anatolie et retourna en Iran en mai/juin 1292. Son absence en Iran fut suivie d'une conspiration dirigée par Taghachar et son disciple Sad al-Din Zanjani. Ils informèrent faussement le vice-roi Anbarchi - via le frère de Sad al-Din, Qutb al-Din, qui était le vizir d'Anbarchi - de la défaite de Gaykhatu face aux Turkmènes en Anatolie et l'appelèrent à prendre le trône. Bien qu'ambitieux, Anbarchi considérait cette nouvelle avec méfiance. Après avoir contacté Shiktur Noyan qui résidait près de Karachal, Anbarchi les fit emprisonner par Shiktur. Gaykhatu arriva à Aladagh le 29 juin 1292, eut une seconde intronisation, recevant peut-être une confirmation de Kublai Khagan.
À son retour, Gaykhatu permit à sa femme Padishah Khatun de gagner Kirman en octobre 1292. Il gracia Taghachar et Sad al-Din Zanjani, nommant même ce dernier au poste de vizir le 18 novembre 1292 tout en confirmant son beau-père Aq Buqa. Jalair comme commandant en chef. Shiktur et Taghachar lui étaient subordonnés. Sad al-Din a également réussi à faire nommer son frère Qutb al-Din gouverneur de Tabriz.
En 1292, Gaykhatu envoya un message au Égypteien Mamelouk Sultan Al-Ashraf Khalil, menaçant de conquérir l'ensemble du Levant s'il Je ne suis pas revenu à Alep. Al-Ashraf a répondu : "Le khan a les mêmes idées que moi. Moi aussi, j'espère ramener Bagdad dans le giron de l'Islam comme auparavant. Nous verrons lequel de nous deux sera le plus rapide". Cependant, il n'y a pas eu de batailles majeures entre Mongols et Mamelouks par la suite.
Durant son règne, la princesse Kökötchin arriva de la cour de son Khagan Kublai en 1293, escortée par Marco Polo. Le nouvel Ilkhan décréta que la princesse serait mariée à son neveu Ghazan, qui avait pleinement soutenu son droit de gouverner. Ghazan, de son côté, envoya un tigre à Gaykhatu en guise de réponse. Marco Polo et son entourage sont restés à Gaykhatu pendant neuf mois.
La Horde d'Or khan Toqta, qui monta sur le trône en même temps que Gaykhatu, envoya le prince Qalintay et Pulad comme envoyés à l'Ilkhanat le 28 mars 1294 pour conclure une trêve et éventuellement demander de l'aide contre les attaques de Toqta. rivaux Ils revinrent à la Horde d'Or trois jours plus tard

## Introduction du papier-monnaie
En 1294, Gaykhatu voulut reconstituer son trésor vidé par une grande peste bovine. En réponse, son vizir Sad al-Din Zanjani proposa l'introduction d'une invention chinoise récente appelée Jiaochao (papier-monnaie). Gaykhatu accepta et appela Bolad, l'ambassadeur de Kublai (empereur Shizu) de la Yuan Chine à Tabriz. Après que Bolad ait expliqué le fonctionnement du système, Gaykhatu a imprimé des billets de banque qui imitent si fidèlement les billets chinois qu'ils portent même des mots chinois. La confession de foi musulmane était imprimée sur les billets de banque pour apaiser le sentiment local. Le nom bouddhiste de Gaykhatu, Rinchindorj, était également présent sur l'argent. Shiktur Noyan s'est opposé à l'introduction, qualifiant cela de tentative fautive. La première circulation commença le 12 septembre 1294 à Tabriz. Gaykhatu a ordonné que quiconque refuserait d'utiliser de l'argent soit exécuté sur place. Des poètes, dont Wassaf ont commencé à faire l'éloge du chaos pour apaiser Gaykhatu. Le papier-monnaie en circulation valait entre la moitié du dirham et 10 dinars.
Le plan était d'amener ses sujets à utiliser uniquement du papier-monnaie et de permettre à Gaykhatu de contrôler le trésor. L’expérience fut un échec total, car la population et les commerçants refusèrent d’accepter les billets. Bientôt, des émeutes du bazar éclatèrent, les activités économiques s'arrêtèrent et l'historien persan Rashid ud-din parle même de « la ruine de Basra "qui a suivi l'émission de la nouvelle monnaie". Gaykhatu n'a eu d'autre choix que de retirer l'utilisation du papier-monnaie.

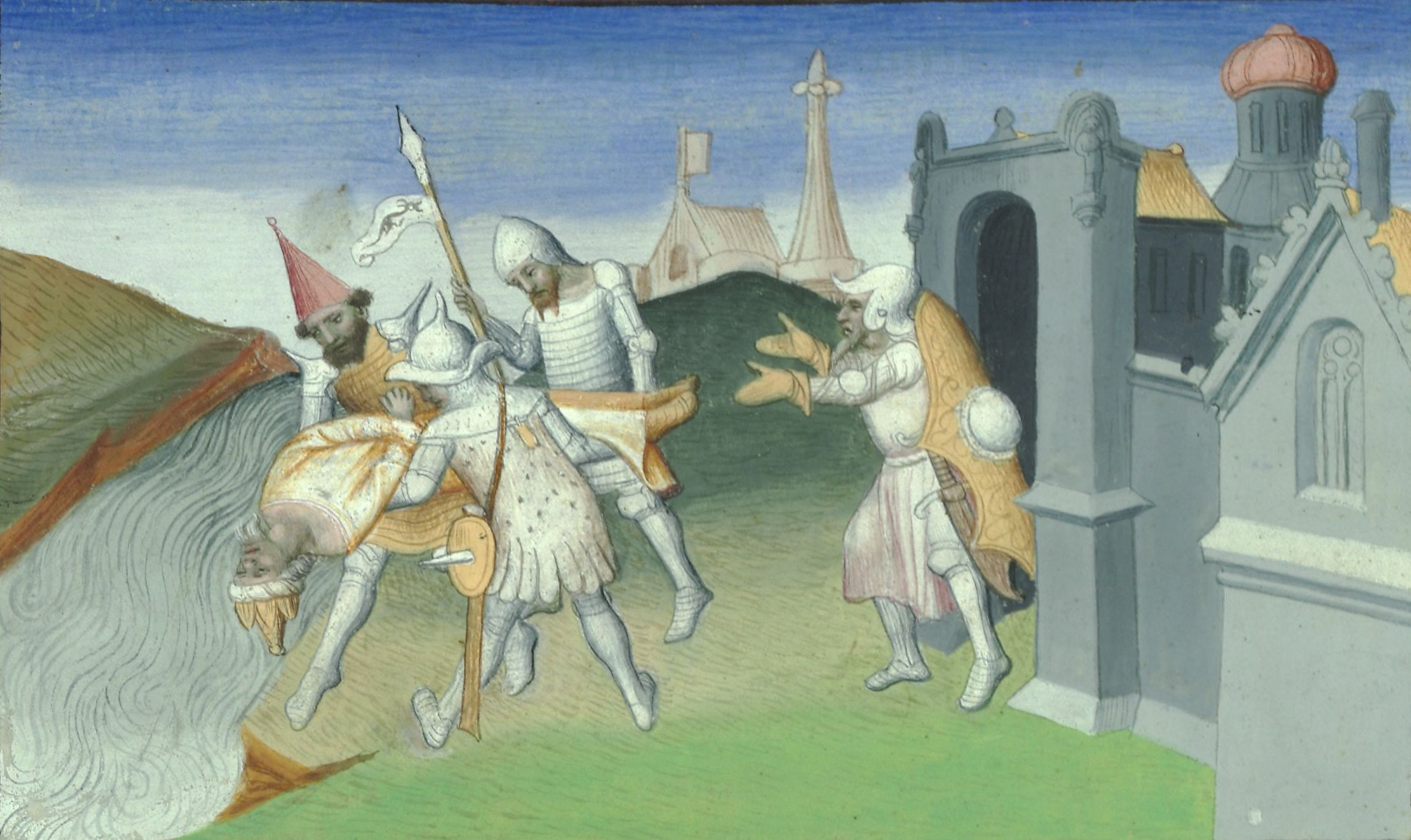
Assassinat de Gaykhatu. Hayton de Corycus, Fleur des histoires d'orient.

## Révolte de Baydu
Gaykhatu a insulté Baydu en disant à l'un de ses serviteurs de frapper Baydu alors qu'il était ivre. Cela a fait grandir le ressentiment de Baydu à son égard. Baydu partit précipitamment vers son apanage près de Bagdad laissant son fils Qipchak en otage à la cour de Gaykhatu. Il était soutenu par l'émir Oirat Chichak (fils de Sulaimish b. Tengiz Güregen), Lagzi Küregen (fils de Arghun Aqa), El-Temur (fils d'Hinduqur Noyan) et Todachu Yarquchi, qui je l'ai suivi à Bagdad Il était également aidé par son vizir Jamal ud-Din Dastgerdani. Selon Hamdullah Qazwini, la principale motivation de Baydu pour agir contre Gaykhatu était ses avances sexuelles contre Qipchak. Lorsque son gendre Ghurbatai Güregen lui apporta des nouvelles de trahison, Gaykhatu ordonna l'arrestation de plusieurs émirs, dont son keshig personnel Tuladai, Qoncuqbal, Tukal, Bughdai, dont Kipchak et mis en prison à Tabriz. Alors que ses partisans Hasan et Taiju exigeaient leur exécution, Taghachar déconseillait cela. Baydu, de son côté, a décidé de tuer Muhammad Sugurchi, gouverneur de Bagdad et a arrêté le gouverneur Baybuqa de Diyar Bakr. Gaykhatu envoya son beau-père Aq Buqa et Taghachar contre Baydu le 17 mars 1295, arrivant lui-même à Tabriz 4 jours plus tard. Il ne savait pas que Taghachar avait déjà changé d'allégeance à Baydu qui partait pour son campement la nuit. Alors qu'il souhaite fuir en Anatolie, ses conseillers lui conseillent de lutter contre Baydu. Néanmoins, Gaykhatu s'enfuit à Mughan. En arrivant à Tabriz, Taghachar libéra Qoncuqbal et Tuladai, tandis que Gaykhatu implorait désespérément grâce. Malgré son appel, il fut étranglé avec une corde d'arc pour éviter l'effusion de sang le 21 mars 1295. Cependant, certaines sources placent cet événement au 5 mars ou au 25 avril. Une histoire alternative de Gaykhatu affirme que Baydu lui a fait la guerre à cause de son introduction du papier-monnaie et l'a ensuite tué au combat.

## Famille
Gaykhatu avait huit épouses de clans différents donc il eut sept enfants :
- Aisha Khatun, fille de Toghu de Jalairs, fils d'Elgai Noyan
  - Ula Qutlugh Khatun - mariée à Ghurbatai Güregen de la maison de Hushin
  - El Qutlugh Khatun - marié le 7 août 1301 à Qutlughshah Noyan de Manghuds
  - Ara Qutlugh Khatun
- Dondi Khatun (décédée le 9 février 1298), fille d'Aq Buqa Jalayir, fils d'Elgai Noyan
  - Alafrang (décédé le 30 mai 1304) - marié à Nani Aghachi après la mort de Gaykhatu
    - Jahan Temür
    - Une fille - mariée à Eljidai Quschi (décédé le 4 octobre 1295)

  - Iranshah
  - Qutlugh Malik Khatun (mort en 1338[22]) - marié d'abord à Qurumshi, fils d'Alinaq, mariée en second lieu à Muhammad, fils de Chichak et Tödegech Khatun
- Eltuzmish Khatun, fille de Qutlugh Timur Güregen de Khongirad, veuve de Abaqa
- Padishah Khatun (marié en 1286, exécutée en 1295), fille de Qutb-ud-din, souverain de Kerman et de Kutlugh Turkan, veuve d'Abaqa
- Uruk Khatun, fille de Saricha de Keraits, veuve de Arghun Khan
- Bulughan Khatun (m. 1292, décédée le 5 janvier 1310), fille d'Otman, neveu d'Abatai Noyan de Khongirad et veuve d'Arghun
- Nani Agachi
  - Chin Pulad
- Esan Khatun, fille de Beglamish, frère d'Ujan d'Arulat

### Ghaykhatou dans la culture populaire
La série télévisée turque Kuruluş: Osman, qui relate la vie d'Osman Ier depuis 2019, il est interprété par Maruf Otajonov.